# Cirque du Crime
Le Cirque du Crime (« Circus of Crime » en VO) est le nom d'une équipe de super-vilains évoluant dans l'univers Marvel de la maison d'édition Marvel Comics. Elle est apparue pour la première fois dans le comic book The Incredible Hulk #3 en septembre 1962.

## Biographie de l'équipe
À l'origine un réseau d'espions utilisé par les nazis pendant la Seconde Guerre mondiale en Europe, le Cirque de Tiboldt s'exila aux USA, en tant que cirque itinérant mené par Maynard Tiboldt, le Maître de Manège et fils du fondateur assassiné par les Nazis. Ses acolytes utilisaient leurs talents pour détrousser le public et voler les villes qu'ils traversaient.
Le Cirque fut découvert par les autorités après une vague de vols provoqués par les talents d'hypnose de son meneur. Rick Jones fut l'une des victimes, et le Cirque affronta donc très vite Hulk, avant de se retrouver en prison. Lors de leurs sorties, le Cirque visita New York City et affronta Daredevil et Spider-Man,.
Le Cirque est célèbre pour avoir engagé d'anciens super-vilains, comme Œil-de-faucon et les jumeaux Maximoff (mais aussi la voyante Destinée et Chondu le Magicien qui quittèrent très vite le groupe), hypnotisé le dieu Thor pour en faire un pantin dans leurs opérations, et saboté le mariage de la Guêpe et Hank Pym. Ils ont aussi affronté Puissance 4, les Thunderbolts et Generation X,.

## Composition
Le Cirque incluait pendant sa carrière de nombreux criminels liés au monde du cirque.
- le Maître de Manège (Maynard Tiboldt), le chef du Cirque et fils du fondateur qui fut assassiné par les Nazis. Il possède des talents d'hypnotiseur.
- le Clown (Eliot "Crafty" Franklin), remplaçant parfois Tiboldt à la tête du Cirque. il a travaillé en tant qu'assassin et est devenu par la suite Griffin. il a un fils nommé Corky.
- Princesse Python (Zelda DuBois), une femme contrôlant un serpent géant.
- Bruto l'homme fort (Bruce Olafson), un colosse suédois.
- Teena l'obèse (Mary Stensen), une femme obèse qui quitta le Cirque pour fonder une famille, mais retourna à sa vie de criminelle.
- le Boulet de canon (Jack Pulver), un homme dans une combinaison lui permettant de voler.
- les Grands Gambonnos (Ernesto & Luigi Gambonno), des acrobates Italiens.
- Live Wire le fil électrique (Rance Preston), ancien agent de Psycho-Man.
- le Rajah (Kabir Mahadevu), dresseur d'éléphant.
- L'avaleur de feu (Tomas Ramirez).
- Iron Jack Baker.
- Antoro.
- Tarrax le Dresseur.
- Omir le charmeur de serpent.
- Trick Shot, uniquement dans la série animée Avengers Rassemblement, c'est l'archer du groupe ; c'était le rôle de Clint Barton avant de devenir Oeil de Faucon